# Staupenbachtal
Das Staupenbachtal ist ein Naturschutzgebiet (NSG) in der Gemeinde Hartha im sächsischen Landkreis Mittelsachsen in Deutschland.
Das 11,52 Hektar große und seit 1961 ausgewiesene Schutzgebiet mit der NSG-Nr. C 96 erstreckt sich entlang des Staupenbaches. Es liegt westlich von Westewitz, einem Ortsteil der Gemeinde Großweitzschen.